# Auguste de Gramont (1820-1877)
Antoine-Léon-Philibert-Auguste, comte de Gramont, duc de Lesparre, est né le 1er juillet 1820 à Paris et mort le 4 septembre 1877 au château de Mauvières, est un général français.

## Biographie
Fils d'Antoine IX Héraclius Agénor de Gramont (1789-1855), 9e duc de Gramont, et de Ida Grimod d'Orsay. Il est aussi le petit-fils de Jean-François Louis d'Orsay et le frère cadet du duc Agénor de Gramont (1819-1880).
Entré à l'École spéciale militaire de Saint-Cyr en 1838, il est successivement promu lieutenant en 1840, capitaine en 1846, capitaine-adjudant en 1850, chef de bataillon en 1853.
En 1854, il sert à la campagne d'Orient et notamment la bataille de l'Alma, comme officier d'ordonnance du maréchal de Saint Arnaud.
La même année, il est promu lieutenant-colonel, puis colonel en 1859, général de brigade en 1867, puis général de division.
En 1870, il sert à la bataille de Rezonville, où il est blessé, à celle de Saint Privat, il est fait prisonnier à la capitulation de Metz.
Promu général de division en 1873, il est nommé membre de la Commission de l'École supérieure de Guerre et inspecteur général de cavalerie en 1874.
Il prend le commandement de la 2e Division de Cavalerie en 1875.
Il est admis en 1846 comme membre du Jockey Club, dont il sera en 1867 membre du bureau. Il en refusa l'entrée à son neveu Agénor de Gramont (1851-1925) comme fils du ministre des Affaires étrangères à qui l'on imputait la guerre de 1870.

### Distinctions
- commandeur de la Légion d'honneur ;
- commandeur de l'ordre des Saints Maurice et Lazare de Sardaigne ;
- chevalier de l'ordre de Saint Anne de Russie

### Mariage et descendance
Il épouse à Paris, le 4 juin 1844, Marie Sophie de Ségur (Paris, 12 février 1824 - château de Mauvières, 1er novembre 1903), fille d'Alexandre de Ségur et de Caroline Mathieu de Mauvières, petite-fille du vicomte Joseph-Alexandre de Ségur. Ils eurent trois filles :
- Marie de Gramont (31 mars 1845 - château de Brou, 29 août 1918), mariée en 1866 avec le vicomte Frédéric de l'Aigle (petit-fils d'Augustin-Louis-Victor des Acres de L'Aigle et d'Auguste-Jean Germain de Montforton ;
- Aglaé de Gramont (11 juin 1848 - Paris, 2 juin 1904), mariée en 1869 avec le comte Étienne Desmier d'Archiac (petit-fils de Maurice Gérard) ;
- Antonine Marie Joséphine Ida de Gramont (27 avril 1859 - Paris, 16 novembre 1927), mariée en 1881 avec le comte Jacques de Bryas (fils de Charles-Marie de Bryas).